# 弗鲁塔-迪莱蒂
弗鲁塔-迪莱蒂是巴西米纳斯吉拉斯州的一个市镇。总面积758.422平方公里，总人口6327人，人口密度8.3人/平方公里。